# Oblast Tscherniwzi
Die Oblast Tscherniwzi, deutsch auch Gebiet Czernowitz (ukrainisch Чернівецька область Černivec'ka oblast', rumänisch Regiunea Cernăuți), ist eine Verwaltungseinheit der Ukraine im Südwesten des Landes. Sie hat 885.200 Einwohner (Anfang 2023; de facto), darunter 20 % Rumänen.

## Geographie

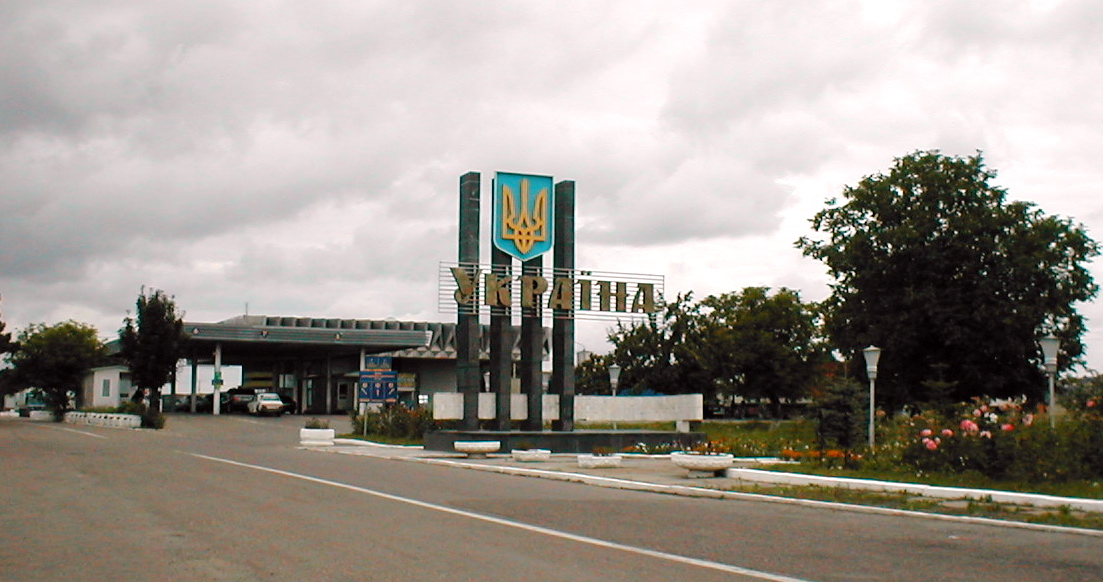
Grenzübergang zwischen Siret/Rumänien und Terebletsche/Ukraine an der E 85

Die Oblast umfasst drei historische Landschaften: den nördlichen Teil der Bukowina, das Herza-Gebiet und den Norden Bessarabiens (die Stadt Chotyn und deren Umgebung). Hauptstadt ist Czernowitz, weitere Städte sind Chotyn und Storoschynez. Im Süden grenzt die Oblast an Rumänien und die Republik Moldau. Wichtige Flüsse sind Dnister und Pruth. In manchen Rajonen ist der Anteil der rumänischstämmigen Bevölkerung noch sehr hoch: Herza (Herța) 93,8 %, Nowoselyzja (Noua Suliță) 64,3 %, Hlyboka (Adâncata) 51,4 % und Storoschynez (Storojineț) 37,1 %.(Quelle: Volkszählung 2002)
Im Nordwesten grenzt die Oblast an die Oblast Iwano-Frankiwsk, im Norden an die Oblaste Ternopil und Chmelnyzkyj sowie auf einem kurzen Stück im Osten an die Oblast Winnyzja. Im Süden bildet die Oblastgrenze auf langen Strecken die Staatsgrenze zu Rumänien, auf einem kürzeren Teilstück im Südosten die zur Republik Moldau.

## Geschichte

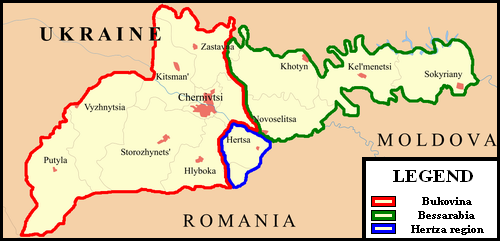
Die drei historischen Regionen in der Oblast Tscherniwzi sind in Farbe umrandet (rot: nördliche Bukowina, blau: das Herza-Gebiet, grün: der Norden von Bessarabien)

Im Laufe des Mittelalters gehörte das gesamte Gebiet dem Fürstentum Moldau. 1775 wurde die Bukowina von Österreich annektiert. Bessarabien wurde 1812 dem Russischen Reich einverleibt. Das Herza-Gebiet blieb im Fürstentum Moldau. Nach dem Ersten Weltkrieg gehörte das gesamte Gebiet zu Rumänien, das sich als Nachfolgestaat des moldauischen Fürstentums betrachtete. 1940 besetzen sowjetische Truppen die Region. Im Jahr darauf beteiligte sich Rumänien am Überfall auf die Sowjetunion und kam, allerdings nur bis 1944, wieder in den Besitz des Territoriums.
Die Oblast selbst wurde nach der sowjetischen Annexion der Nordbukowina am 7. August 1940 gegründet und umfasste die nördliche Bukowina sowie den ehemaligen rumänischen Kreis Hotin (Chotyn), die endgültigen Grenzen wurden dann am 4. November 1940 durch einen Ukas festgelegt, dabei wurde der südöstliche Teil des Kreises Hotin an die Moldauische SSR abgetreten; dieser ist seit 1991 Teil der Republik Moldau.

## Administrative Unterteilung
Die Oblast Tscherniwzi ist verwaltungstechnisch in drei Rajone unterteilt; bis zur großen Rajonsreform am 18. Juli 2020 war sie in elf Rajone sowie zwei direkt der Oblastverwaltung unterstehende (rajonfreie) Städte unterteilt. Dies waren die Städte Nowodnistrowsk sowie das namensgebende Verwaltungszentrum der Oblast, die Stadt Czernowitz (ukrainisch Tscherniwzi).

### Rajone der Oblast Tscherniwzi mit deren Verwaltungszentren
| Rajone der Oblast Tscherniwzi | Rajone der Oblast Tscherniwzi           | Rajone der Oblast Tscherniwzi        | Rajone der Oblast Tscherniwzi                                 |
| Deutsche Bezeichnung          | Ukrainische Bezeichnung                 | Verwaltungszentrum                   | Weitere frühere (bis 2020) Rajonzentren und rajonfreie Städte |
| ----------------------------- | --------------------------------------- | ------------------------------------ | ------------------------------------------------------------- |
| Rajon Dnister                 | Дністровський район Dnistrowskyj rajon  | Kelmenzi (Siedlung städtischen Typs) | Chotyn, Nowodnistrowsk, Sokyrjany                             |
| Rajon Tscherniwzi             | Чернівецький район Tscherniwezkyj rajon | Czernowitz (Stadt)                   | Herza, Hlyboka, Kizman, Nowoselyzja, Sastawna, Storoschynez   |
| Rajon Wyschnyzja              | Вижницький район Wyschnyzkyj rajon      | Wyschnyzja (Stadt)                   | Putyla                                                        |

Bis 2020 gab es folgende Rajonsaufteilung:

Karte der Rajone und rajonfreien Städte der Oblast (bis 2020)

| Rajone der Oblast Tscherniwzi bis 2020 | Rajone der Oblast Tscherniwzi bis 2020     | Rajone der Oblast Tscherniwzi bis 2020 | Rajone der Oblast Tscherniwzi bis 2020 |
| Deutsche Bezeichnung                   | Ukrainische Bezeichnung                    | Verwaltungszentrum                     | 2020 (überwiegend) aufgegangen in      |
| -------------------------------------- | ------------------------------------------ | -------------------------------------- | -------------------------------------- |
| Rajon Chotyn                           | Хотинський район Chotynskyj rajon          | Chotyn (Stadt)                         | Rajon Dnister                          |
| Rajon Herza                            | Герцаївський район Herzajiwskyj rajon      | Herza (Stadt)                          | Rajon Tscherniwzi                      |
| Rajon Hlyboka                          | Глибоцький район Hlybozkyj rajon           | Hlyboka (Siedlung städtischen Typs)    | Rajon Tscherniwzi                      |
| Rajon Kelmenzi                         | Кельменецький район Kelmenezkyj rajon      | Kelmenzi (Siedlung städtischen Typs)   | Rajon Dnister                          |
| Rajon Kizman                           | Кіцманський район Kizmanskyj rajon         | Kizman (Stadt)                         | Rajon Tscherniwzi                      |
| Rajon Nowoselyzja                      | Новоселицький район Nowoselyzkyj rajon     | Nowoselyzja (Stadt)                    | Rajon Tscherniwzi                      |
| Rajon Putyla                           | Путильський район Putylskyj rajon          | Putyla (Siedlung städtischen Typs)     | Rajon Wyschnyzja                       |
| Rajon Sastawna                         | Заставнівський район Sastawniwskyj rajon   | Sastawna (Stadt)                       | Rajon Tscherniwzi                      |
| Rajon Sokyrjany                        | Сокирянський район Sokyrjanskyj rajon      | Sokyrjany (Stadt)                      | Rajon Dnister                          |
| Rajon Storoschynez                     | Сторожинецький район Storoschynezkyj rajon | Storoschynez (Stadt)                   | Rajon Tscherniwzi                      |
| Rajon Wyschnyzja                       | Вижницький район Wyschnyzkyj rajon         | Wyschnyzja (Stadt)                     | Rajon Wyschnyzja                       |

## Größte Städte und Siedlungen
| Stadt                                                                              | Ukrainischer Name | Russischer Name | Rumänischer Name   | Einwohner 1. Januar 2021 |
| ---------------------------------------------------------------------------------- | ----------------- | --------------- | ------------------ | ------------------------ |
| Czernowitz                                                                         | Чернівці          | Черновцы        | Cernăuți           | 265.471                  |
| Storoschynez                                                                       | Сторожинець       | Сторожинец      | Storojineț         | 014.138                  |
| Nowodnistrowsk                                                                     | Новодністровськ   | Новоднестровск  | –                  | 010.590                  |
| Krasnojilsk                                                                        | Красноїльськ      | Красноильск     | Crasna Ilschii     | 010.428                  |
| Hlyboka                                                                            | Глибока           | Глубокая        | Adâncata           | 009.312                  |
| Chotyn                                                                             | Хотин             | Хотин           | Hotin              | 009.075                  |
| Sokyrjany                                                                          | Сокиряни          | Сокиряны        | Secureni Târg      | 008.652                  |
| Sastawna                                                                           | Заставна          | Заставна        | Zastavna           | 007.807                  |
| Berehomet                                                                          | Берегомет         | Берегомет       | Berhomete pe Siret | 007.583                  |
| Nowoselyzja                                                                        | Новоселиця        | Новоселица      | Noua Suliță        | 007.514                  |
| Kelmenzi                                                                           | Кельменці         | Кельменцы       | Chelmenți          | 007.111                  |
| Kizman                                                                             | Кіцмань           | Кицмань         | Cozmeni            | 006.135                  |
| Waschkiwzi                                                                         | Вашківці          | Вашковцы        | Vășcăuți           | 005.312                  |
| Quellen: Ukrainisches Amt für Statistik, S. 46. und Sekundärquelle City Population |                   |                 |                    |                          |

## Demographie

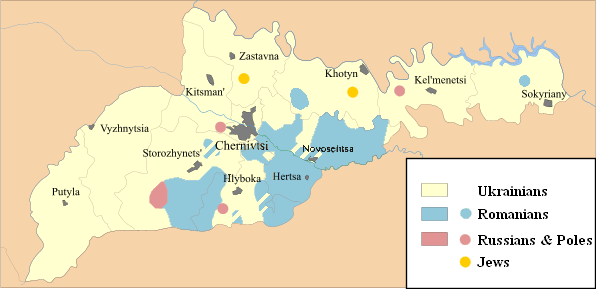
Ethnische Karte der Oblast Tscherniwzi

| Jahr      | 1959    | 1970    | 1979    | 1989    | 1995    | 1998    | 2001    | 2005    | 2008    | 2012    | 2014    | 2021    |
| --------- | ------- | ------- | ------- | ------- | ------- | ------- | ------- | ------- | ------- | ------- | ------- | ------- |
| Einwohner | 774.121 | 844.887 | 896.508 | 938.029 | 945.400 | 939.800 | 922.817 | 911.491 | 904.527 | 905.264 | 908.508 | 896.566 |

| Nationalität | Einwohner | 1989 (%) | 2001 (%) | Veränderung (%) |
| ------------ | --------- | -------- | -------- | --------------- |
| Ukrainer     | 689.100   | 70,8     | 75,0     | 0+3,4 %         |
| Rumänen      | 114.600   | 10,7     | 12,5     | +14,2 %         |
| Moldauer     | 067.200   | 09,0     | 07,3     | −20,5 %         |
| Russen       | 037.900   | 06,7     | 04,1     | −39,9 %         |
| Polen        | 003.300   | 00,5     | 00,4     | −28,4 %         |
| Belarussen   | 001.400   | 00,3     | 00,2     | −48,2 %         |
| Juden        | 001.400   | 01,8     | 00,2     | −91,2 %         |

| Muttersprache              | 2001 (%) |
| -------------------------- | -------- |
| Ukrainisch                 | 75,6     |
| Russisch                   | 05,3     |
| Sonstige (Rumänisch u. a.) | 19,1     |